# Nabor Soliani
Nabor Soliani, né le 1er novembre 1850 à Brescello et mort le 14 septembre 1930 à Gênes, était un ingénieur et homme politique italien.

## Biographie
Diplômé ingénieur à Milan, il se spécialise en génie naval à la Scuola Navale Superiore de Gênes. Peu après, il a rejoint le ministère de la Marine, où il a occupé le poste de chef de la division du service des machines et des conceptions. En 1897, il a pris sa retraite de la marine avec le grade de colonel. Après une seule législature, au cours de laquelle il signe de nombreux projets avec Benedetto Brin, il revient au design, travaillant pendant 25 ans aux chantiers navals Ansaldo, dont il devient directeur et membre du conseil d'administration de l’entreprise. Il a été membre du conseil d’administration de la Società Nazionale di Navigazione et de la Transatlantique italienne de 1910 à 1922, il a été membre du Conseil du registre naval italien.
Soliani a été responsable de la conception du bassin naval de La Spezia, le premier en Italie, des navires de classe Agordat, du navire royal de transport fluvial du Tibre et du monitor Faà di Bruno.